# 베르망두아의 오토
오토 베르망두아(Otto of Vermandois, 979년 8월 29일 ~ 1045년 5월 25일) 또는 외드 베르망두아(Eudes of Vermandois)는 카롤링거 왕조의 분가인 헤르베르투스 왕조 출신 베르망두아의 백작이었다. 베르망두아백작 헤르베르트 3세의 아들이고, 베르망두아백작가를 창시한 피핀의 5대손이 된다. 별칭은 늑대 발(Pied de Loup, the Foot of Wolf's)이다.

## 생애
베르망두아백작 헤르베르트 3세와 바흐슈르센느의 이르멘가르트의 아들로 태어났다. 아달베르트 2세는 그의 형제였다. 상리스백작 피핀 2세의 5대손이다. 일설에는 그의 아버지가 헤르베르트가 아니라 아달베르트 1세와 로트링겐의 기셀베르투스의 딸 게르베르가 로타링기엔시스라는 설도 있다. 1010년 혹은 1015년 7월 15일 형제인 아달베르트 2세가 수도사가 되어 홈블레스 수도원에 들어가자, 아버지 헤르베르트 3세의 베르망두아백작위를 물려받았다.
그의 행적은 단편적인 기록만이 남아 있다. The cartulary and charters of Notre-Dame of Homblières에 의하면 그는 어머니 이르멘가르트와 함께 베르노(Bernot) 지역의 땅을 매입했다는 기록이 전한다. 오토는 헌장 또는 서약에 따라 함블리어스의 노트르담 수도원(Notre-Dame de Homblières)에 땅과 재산을 기증하였다.
990년경 출신지가 알려지지 않은 파티아(Patia)와 결혼, 퓌르노의 오도 1세(1040 ~1086), 헤르베르트 4세, 시몬, 피터 드 베르망두아 등의 자녀들을 두었다. 1045년에 사망했으며, 사망원인은 알 수 없다. 생드니 대성당의 Obituaires de Sens Tome I.1에 의하면 그의 사망일은 5월 25일이다.

## 가족 관계
아들 시몬의 행적은 알려진 것은 없으나, 시몬과 그의 후손들은 1380년 무렵까지 햄의 영주(seigneur de Ham)직을 세습했다.
- 증조부 : 헤르베르트 2세, 피피노 카를로만의 후손
- 할아버지 : 아달베르트 1세
- 할머니 : 로타링기아의 게르베르가(Gerberga van Lotharingen, 935 - 978)
- 아버지 : 헤르베르트 3세(Herbert III of Vermandois) 또는 4세
- 어머니 : 바흐슈르센느의 이르멘가르트(Ermengarde, 945 - 1015)
  - 형제 : 아달베르트 2세
- 부인 : 파티아(Patia, 990년경? - 1058년) 또는 파비아(Pavia)
  - 아들 : 오도 1세(Odo I De Furneaux 또는 Eudes I, 1040 - 1086)
  - 아들 : 헤르베르트 4세 또는 헤르베르트 5세
  - 아들 : 시몬(Simon,1076년경 이후 사망)
  - 아들 : 피터 드 베르망두아(Peter of Vermandois)

## 참고 자료
- Christian Settipani, La Préhistoire des Capétiens (Nouvelle histoire généalogique de l'auguste maison de France, vol. 1), Villeneuve d'Ascq, éd. Patrick van Kerrebrouck, 1993, 545 p. (ISBN 978-2-95015-093-6)
- Christian Settipani, La Préhistoire des Capétiens (Nouvelle histoire généalogique de l'auguste maison de France, vol. 1), éd. Patrick van Kerrebrouck, 1993

| 전임 헤르베르트 3세 | 베르망두아 백작 1015년 - 1045년 | 후임 헤르베르트 4세 |